# ハンツィ地区
ハンツィ（或はハンシー県、Ghanzi District）は、ボツワナ西部の行政区。

## 地理
カラハリ砂漠の中部に位置し、東部は中央カラハリ動物保護区に指定されている。保護区ではサンのうちのガナ、グイ（グウィ）と呼ばれる人々が先住し、バントゥ系のカラハリ人などが居住していたが、カデなどに定住化が進められ、1997年には観光のために西部のニューカデなどに移住を強いられ、裁判闘争などの結果一部が保護区内に戻った。西部にハンツィがある。

## 行政区画
- 中央カラハリ動物保護区 (CKGR)
- ハンツィ (Ghanzi)